# Setacera pacifica
Setacera pacifica är en tvåvingeart som först beskrevs av Cresson 1925.  Setacera pacifica ingår i släktet Setacera och familjen vattenflugor. Inga underarter finns listade i Catalogue of Life.